# Roger Johnson
Roger Johnson (Ashford, 1983. április 28. –) angol labdarúgó, aki jelenleg a Birmingham Cityben játszik, hátvédként.

## Pályafutása

### Wycombe Wanderers
Johnson 15 éves korában került a Wycombe Wanderers ifiakadémiájára, korábban a Portsmouth-nál és a Bournemouth-nál is megfordult. Az 1999/00-es szezonban mutatkozott be a felnőtt csapatban, a Cambridge United ellen. A 2003/04-es idényben nem volt állandó tagja a gárdának Tony Adams irányítása alatt, de a szurkolók végül őt választották meg a Wycombe legjobbjának. Adams egy év után távozott, Johnson visszakerült a kezdőbe és a csapatkapitányi karszalagot is megkapta.

### Cardiff City
2006. július 4-én Johnson 275 ezer fontért a Cardiff Cityhez szerződött. A Swansea City is érdeklődött iránta, de 100 ezer fontos ajánlatukra a Wycombe nemet mondott. Az első hat hónapban állandó csere volt, majd sikerült bekerülnie a kezdőbe és Glenn Loovensszel olyan jó párost alkotott, hogy a csapatkapitány, Darren Purse nem fért be a csapatba. A 2007/08-as szezonban hátvéd létére viszonylag sok gólt szerzett. A Norwich City, a Brighton, a Preston North End, a Hull City, a Briston City és a Middlesbrough kapujába is betalált. A Cardiff végül bejutott az FA Kupa döntőjébe, ahol 1-0-s vereséget szenvedett a Portsmouth-tól. Az idény végén Johnsont választották a legjobbnak.
2008 nyarán a West Bromwich Albion és az Ipswich Town is megpróbálta megszerezni, de a Cardiff City nem engedte. védőtársa, Loovens időközben a Celtichez távozott. A szezon első meccsén, a Southampton ellen győztes gólt szerzett. 2009 áprilisában a Crystal Palace egyik játékosa, Claude Davis belekönyökölt a torkába, ami miatt nem kapott rendesen levegőt és kórházba kellett szállítani. Davist később három meccsre eltiltották. Johnson egy héttel később, a Preston North End ellen térhetett vissza. Az idény végén bekerült az angol másodosztály álomcsapatába.

### Birmingham City
Johnson 2009 júniusában a Birmingham Cityhez igazolt. A kék mezesek 5 millió fontot fizettek érte és egy három évre szóló szerződést írattak alá vele.

## Külső hivatkozások
- Roger Johnson pályafutásának statisztikái a Soccerbase oldalon (angolul)

- Roger Johnson adatlapja a Birmingham City honlapján